# Commercial Breaks
Commercial Breaks è il diciottesimo album di Roy Harper. Esso fu completato nel 1977, ma venne pubblicato soltanto nel 1994.

## Storia
Una disputa tra la casa discografica EMI e Harper impedì la pubblicazione previsto di questo lavoro (Harvest (SHSP 4077)), anche se ne esistono alcune copie di prova. Delle 11 canzoni originali, 9 sono state pubblicate nel 1988 dalla Awareness Records nell'album Loony on the Bus (AWCD1011).
L'edizione della Science Friction (HUCD016), contiene due brani extra, che non erano originariamente inclusi, "Burn The World (Part 1)" e "Playing Prisons". Altre tre canzoni ("I'm In Love With You", "Ten Years Ago" e "The Flycatcher") sono state registrate di nuovo da Harper nel 1980 per The Unknown Soldier.
La copertina dell'album riproduce loghi, prodotti e pubblicità, tratte dalla televisione dell'epoca.

## Tracce

### Album non pubblicato del 1977

#### Lato A
1. "My Little Girl" - 2:36
2. "I'm In Love With You" - 4:07
3. "Ten Years Ago" - 3:19
4. "Sail Away" - 4:49
5. "I Wanna Be Part of the News" - 3:32
6. "Breakfast with you" - 2:42

#### Lato B
1. "Cora" - 3:26
2. "Come Up and See Me" - 4:21
3. "The Flycatcher" - 3:55
4. "Too Many Movies" - 4:14
5. "Square Boxes" - 4:04

### Edizione CD del 1994
1. "My Little Girl" - 2:36
2. "I'm In Love With You" - 4:07
3. "Ten Years Ago" - 3:19
4. "Sail Away" - 4:49
5. "I Wanna Be Part of the News" - 3:32
6. "Cora" - 3:26
7. "Come Up and See Me" - 4:21
8. "The Flycatcher" - 3:55
9. "Too Many Movies" - 4:14
10. "Square Boxes" - 4:04
11. "Burn The World" (Part 1) - 5:06
12. "Playing Prisons" - 4:22

## Formazione
- Roy Harper - voce e chitarra
- John Halsey - chitarra
- David Lawson - tastiere
- Henry McCullough
- Andy Roberts